# 維蘭庫洛
維蘭庫洛是東非國家莫桑比克的城鎮，由伊尼揚巴內省負責管轄，位於該國東部莫桑比克海峽沿岸，城內的國際機場有航線前往約翰內斯堡、馬普托、斯威士蘭和德爾班，2010年人口24,433。